# Hiraku Nakajima
Hiraku Nakajima (em japonês:  中島 啓 Nakajima Hiraku; 30 de novembro de 1962) é um matemático japonês, professor da Universidade de Tóquio.
Obteve um doutorado na Universidade de Tóquio em 1991. Foi palestrante plenário do Congresso Internacional de Matemáticos em Pequim (2002). recebeu o Prêmio Cole de 2003.

## Prêmios
- 2003 - Prêmio Cole